# Garden of Eden (együttes)
A Garden of Eden magyar együttes, 1998–1999 között alakult, kezdetben dark rock stílusban játszottak, aztán áttértek a dark'n'roll/love metal stílusba.

## Munkásságuk
2001-ben debütálnak a Halandóság kertje című kislemezzel.
2005-ben jelenik meg első teljes albumuk, melynek Búcsú az Édentől a címe. Míg az előző kislemezük a dark rock stílusba tartozott, ez már a dark'n'roll stílus jegyeit hordozza magán.
A Mondd Tovább... című albumuk 2007-ben jelenik meg, ezen már angol számok is vannak.
Ezt az együttest sem kerülték el a tagcserék, ugyanis először a dobosuk, Tóth Mihály szállt ki, akinek helyettese Laskai Viktor lett, aztán Galambos Zoltán gitáros távozott, akit Debreczy Zoltán váltott, végül időhiány miatt Laskai Viktor is távozott, akinek a helyét Kocsis Máté vette át.

## Tagok

### Jelenlegiek
- Nyúzó "Binci" Imre - Ének
- Kisduda Árpád - Billentyű, vokál
- Réman "píííít" Péter - Basszusgitár
- Debreczy "Zozó" Zoltán - Gitár, Tech
- Horváth István - Gitár, vokál
- Kocsis Máté - Dob

### Korábbi tagok
- Tóth Mihály - Dobos
- Galambos Zoltán - Gitár
- Laskai Viktor - Dobos

## Diszkográfia
Albumok
- Búcsú az Édentől (2005)
- Mondd Tovább... (2007)

Kislemezek
- Halandóság kertje (2001)